# Il Re Scorpione 2 - Il destino di un guerriero
Il Re Scorpione 2 - Il destino di un guerriero (The Scorpion King 2: Rise of a Warrior) è un film d'azione direct-to-video del 2008, diretto da Russell Mulcahy.
È il prequel del film Il Re Scorpione, e a differenza del predecessore è stato distribuito per il mercato home video.

## Trama
Mathayus mira a vendicare la morte di suo padre per mano di Sargon, ora re di Akkad, prestando servizio nell'ordine degli Scorpioni Neri, i guerrieri migliori dell'esercito di Akkad. Dopo aver completato la sua formazione, Sargon gli ordina di uccidere Noah, suo fratello Mathayus lo salva e fugge dalla città, ma una freccia magica li insegue e uccide Noah.
Mathayus si imbarca su una nave per l'Egitto, accompagnato dalla sua amica d'infanzia Layla. Ha intenzione di ottenere la Lancia di Osiride in Egitto, che crede potrà passare attraverso la protezione della magia nera di Sargon. Un compagno di viaggio, il poeta greco Aristofane (Ari), dice a Mathayus e Layla che la Lancia uccide solo creature egiziane; per sconfiggere Sargon Mathayus deve trovare la Spada di Damocle, una potente arma capace di tagliare qualsiasi cosa. Il trio si reca in Grecia, dove possono entrare negli Inferi per recuperare la Spada di Damocle. Lungo la strada cadono in una cella e vengono circondati da uomini lasciati in sacrificio per il Minotauro. Alcuni dei sacrifici sono mercenari che devono fedeltà al padre di Mathayus, quindi aiutano lui e Layla a sconfiggere il Minotauro, con l'aiuto di un prigioniero cinese di nome Fung.
Il gruppo allargato si reca negli Inferi, dove viaggiano fino a raggiungere la dimora di Astarte, dea dell'amore e della guerra e regina degli Inferi. Dopo aver tentato di sedurre Mathayus, Astarte viene sfidata in combattimento da Layla Layla, mentre Fung e Ari cercano e trovano la spada. Astarte cerca di mandare Layla all'inferno, ma Mathayus la libera e tutti scappano nel regno umano.
Astarte ordina a Sargon di riprendersi la spada, offrendogli come ricompensa altri poteri oscuri. Il gruppo raggiunge Akkad, dove Sargon accende una macchina che scarica il petrolio nella rete idrica. L'olio e l'acqua iniziano a fluire attraverso le statue nella città, che viene poi data alle fiamme.
Usando la Spada di Damocle, Mathayus combatte contro Sargon ma trova suo padre, che si scopre essere Sargon sotto mentite spoglie. Sargon usa la confusione per disarmare Mathayus e iniziano a combattere. Ari prende la spada e poi la porge a Sargon, rivelando che aveva corrotto Ari con le ricchezze. In città si verificano più caos e combattimenti e apprendiamo che la spada che Ari ha dato a Sargon era falsa e si rompeva facilmente. Ari irrompe e dà a Mathayus la vera spada, rivelando che ha fatto il doppio gioco. Quando Sargon afferma che Mathayus gli deve la sua lealtà come scorpione nero, Mathayus brucia il suo tatuaggio dello scorpione con la spada mentre Sargon si ritira nell'ombra.
Sargon si trasforma in uno scorpione gigante quasi invisibile e continua il suo attacco. Mathayus trafigge il Re Scorpione Sargon con la Spada di Damocle. Layla riesce a spegnere gli incendi mentre Fung combatte ed elimina molti soldati di Sargon. Astarte appare ancora una volta a Mathayus e si riprende la spada, chiedendogli perché dovrebbe mostragli pietà, ma Mathayus le dice che in ogni caso lo avrà comunque. Mathayus si risveglia in un letto dopo essere stato curato da Layla, che poi gli dice che ha vinto il diritto di essere re, ma per ora decide di partire per una vita avventurosa, sapendo che un giorno sarà il Re Scorpione.

## Produzione
Ad agosto 2007 l'attore Dwayne Johnson ha annunciato di non essere presente nel prequel.
Nello stesso mese il campione dell'Ultimate Fighting Championship, Randy Couture, è stato assunto nel ruolo di antagonista e l'attore Michael Copon nel ruolo di protagonista.
Le riprese del film sono iniziate il 1º ottobre 2007 nei vari set postati a Città del Capo (Sudafrica).

## Errori
- Nel corso della storia, lo scrittore greco Aristofane, detto Ari (che per altro si accanisce invidiosamente contro il celebre commediografo Aristofane), dichiara di conoscere l'entrata negli Inferi grazie alla guida illustrata dello scrittore Erodoto nelle sue Storie. Ciò comporta un errore nell'ambientazione della trama del film, giacché nella pellicola precedente la voce narrante parlava dello svolgersi della vicenda centinaia di anni prima della nascita del popolo d'Egitto, ossia molto prima del 3000 a.C., mentre Erodoto era vissuto solo nel V secolo a.C..
- In una scena viene citato anche il gioco cinese del Mah Jong, ma questo venne inventato molto probabilmente verso l'anno 1000 D.C. quindi circa 4000 anni dopo l'epoca in cui dovrebbe essere ambientato il film.